# Tipula clio
Tipula clio är en tvåvingeart som beskrevs av Mannheims 1954. Tipula clio ingår i släktet Tipula och familjen storharkrankar. Inga underarter finns listade i Catalogue of Life.